# یزناراتسانتس
یزناراتسانتس (ارمنی: Եզնարածանց؛ ترکی آذربایجانی: Çovdar) یک منطقهٔ مسکونی در جمهوری آرتساخ است که در استان شاهومیان واقع شده‌است.